# Veribubo anus
Veribubo anus är en tvåvingeart som först beskrevs av Christian Rudolph Wilhelm Wiedemann 1828.  Veribubo anus ingår i släktet Veribubo och familjen svävflugor. Inga underarter finns listade i Catalogue of Life.